# روبرتو كليمنت
روبرتو كليمنت وكر (18 من أغسطس 1934م ـــ 31 من ديسمبر 1972م) هو لاعب البيسبول البورتوريكي الذي لعب خلال حياته الرياضية 18 موسمًا في الدوري الرئيس امتدادًا من عام 1955م وحتى 1972م، لعبها جميعًا لصالح فريق قراصنة بيتسبرغ (Pittsburgh Pirates)، باعتباره لاعب ميدان أيمن (right fielder) في المقام الأول. تم منح كليمنت جائزة الدوري الوطني (NL) لأقيم لاعب بدوري البيسبول الرئيس (MVP) في 1966م. كم أنه شارك في أفضل اللاعبين (All-Star) 15 مرة، ونال جائزة القفاز الذهبي (Gold Glove Award) 12 مرة، وتصدر معدل ضرب الكرة (batting average) أربع مرات. وفي عام 1972م، حقق كليمنت التسديدة رقم 3000 في الدوري الرئيس للبيسبول.
كان كليمنت خارج الملعب يشارك في العمل الخيري في بورتوريكو وبلاد أخرى في أمريكا اللاتينية، فقد كان في كثير من الأحيان يقدم أدوات البيسبول والغذاء للمحتاجين. وقد توفي في حادث طيران في 31 من ديسمبر من عام 1972م، بينما كانت في طريقه لتقديم المساعدات لضحايا الزلزال في نيكاراغوا (Nicaragua). وتم اختيار كليمنت بعد وفاته كأحد شخصيات قاعة مشاهير البيسبول الوطنية (National Baseball Hall of Fame) في عام 1973م، ليصبح أول شخصية من أمريكا اللاتينية يتم اختياره وأحد أعضاء قاعة المشاهير الأربعة الحاليين الذين تم إعفاؤهم من فترة الخمس سنوات الإلزامية.  وهو أيضًا أول أمريكي من أصل لاتيني يفوز بالسلسلة الدولية كبداية (1960م) كما نال جائزة أقيم لاعب (1966م)، وحصل أيضًا على جائزة أقيم لاعب بالسلسلة الدولية (World Series MVP Award) (1971).

## معرض صور

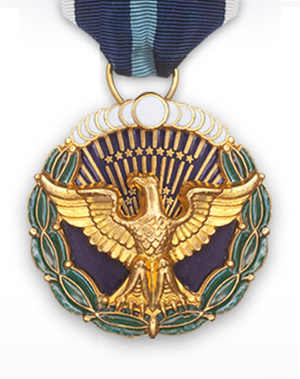
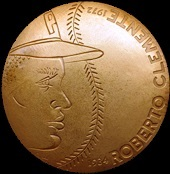
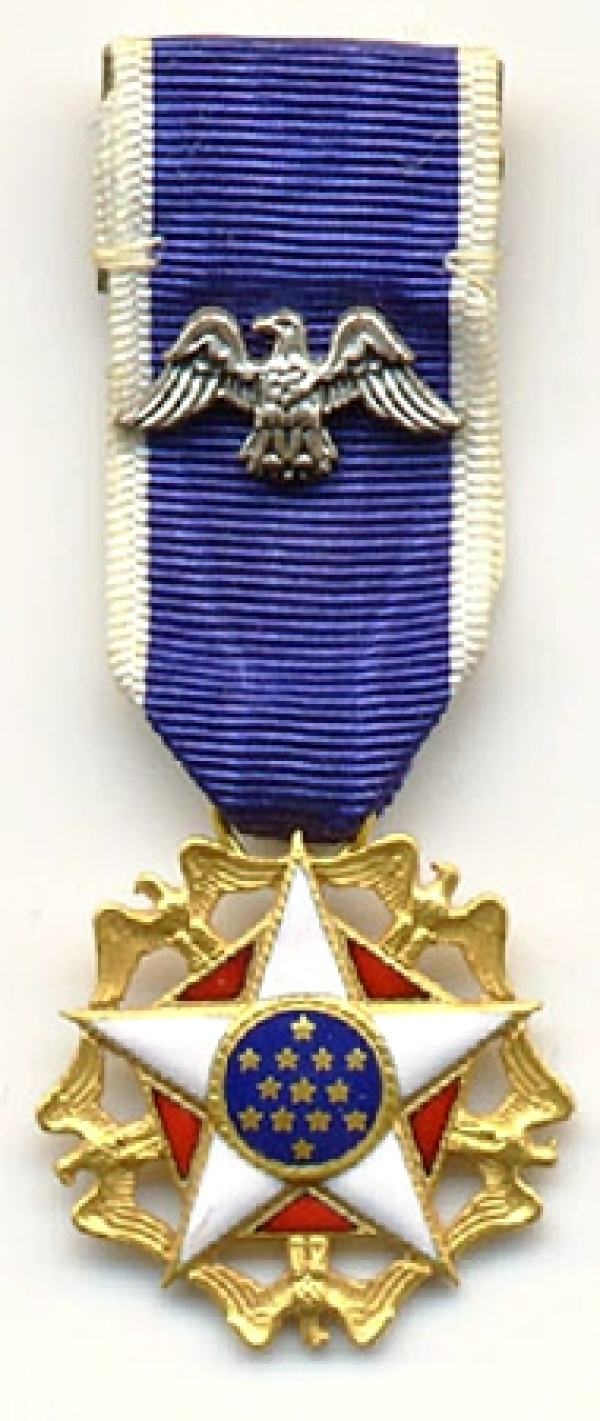

## وصلات خارجية
- روبرتو كليمنت على موقع IMDb (الإنجليزية)
- روبرتو كليمنت على موقع الموسوعة البريطانية (الإنجليزية)
- روبرتو كليمنت على موقع إن إن دي بي (الإنجليزية)
- روبرتو كليمنت على موقع قاعدة بيانات الفيلم (الإنجليزية)
- روبرتو كليمنت على موقع دوري كرة القاعدة الرئيسي (الإنجليزية)
- روبرتو كليمنت على موقعبيزبول رفرنس.كوم (الدوري الرئيسي) (الإنجليزية)
- روبرتو كليمنت على موقعبيزبول رفرنس.كوم (الدوري الثانوي) (الإنجليزية)
- روبرتو كليمنت على موقع إي إس بي إن.كوم (أم.أل.بي) (الإنجليزية)
- روبرتو كليمنت على موقع مشجعي الرسوم البيانية (الإنجليزية)
- روبرتو كليمنت على موقع قاعة مشاهير كرة القاعدة (الإنجليزية)

- روبرتو كليمنت at the Baseball Hall of Fame
- Latino Sports Legends
- Society of American Baseball Research BioProject biography of Clemente
- Baseball-almanac
- The American Presidency Project - Remarks at a Ceremony Honoring Roberto Clemente. May 14, 1973

{